# Onna Attena
Onna Attena, auch Anna Attena († 1560) war die zweite Ehefrau des Grafen Otto III. und die Mutter von Johann II.

## Leben und Wirken
Onna Attena kam an einem unbekannten Datum als Tochter von Hero Omken und Armgard, Gräfin von Oldenburg, zur Welt. Kindheit und Jugend sind nicht dokumentiert. Am 26. September 1523 heiratete sie Otto III. von Rietberg, dessen erste Ehefrau verstorben war. Er brachte einen gleichnamigen Sohn (Otto IV.) in die Ehe mit ein. Gemäß Punkt 4 des Ehevertrages sollte dieser Sohn Geistlicher werden. Gemeinsam gezeugte Kinder waren als Erben für die Grafschaft Rietberg vorgesehen. Otto IV. war mit dieser Regelung nicht einverstanden und wollte selbst erben.
Otto III. starb 1535. Die Witwe Attena regierte nun vormundschaftlich weiter und bemühte sich darum, dass ihr Sohn Johann II. die Grafschaft Rietberg erbte. Die Landgrafen von Hessen als Lehnsherren von Rietberg verhinderten dieses Ansinnen. Der Konflikt um das Erbe war 1553, als Ottos IV. starb, noch nicht gelöst. Attena konnte 1548 Rietberg als Reichslehen für ihr beiden Söhne retten. Philipp hatte zuvor als Landgraf von Hessen am Schmalkaldischen Krieg teilgenommen und diesen verloren. Der Kaiser verhängte gegen ihn daraufhin eine Reichsacht und entzog ihm alle Lehen.
Nach dem Tod von Attenas Bruder Balthasar von Esens erhielt sie mit ihrem Sohn Johann 1540 als Erben das Harlingerland. Truppen der Stadt Bremen belagerten zu dieser Zeit Esens. Attena konnte die Belagerung aufheben und einen Friedensvertrag mit der Stadt schließen. Attena und ihr Sohn bekamen das Harlingerland am 7. Dezember 1540 als Lehen der Stadt Bremen. Attena verweigerte in diesem Rahmen rigoros alle Forderungen der Ostfriesen. Die Regierungsgeschäfte führte fortan offensichtlich ihr Sohn, der aber nach kurzer Zeit die Untergebenen schlecht behandelte und Raubzüge gegen die Nachbarn führte.
Aufgrund seines Verhaltens wurde gegen Johann die Reichsacht verhängt und in Haft genommen. Angeblich hatte seine Mutter ihn zu seinen Taten angeregt. Ubbo Emmius und Ulrich von Werdum nennen sie als maßgebliche Schuldige bei allen folgenden Konflikten im Harlingerland, wofür es jedoch keinerlei Belege gibt. Bekannt ist, dass sie bei jedem sich bietenden Anlass, die Macht ihres Sohnes zu erhalten versuchte.
Mit dem Vertrag von Venlo ging das Herzogtum Geldern an Kaiser Karl V. Er erachtete den zwischen Attena und der Stadt Bremen geschlossenen Vertrag über das Harlingerland als ungültig. 1547 setzte er die Zugehörigkeit des Harlingerlandes zu Geldern wieder in Kraft. Das Harlingerland entsprach somit quasi einem kaiserliches Lehen, das Attenas Sohn Johann vor weiteren Einmischungen schützte. Attena selbst wurde offensichtlich nicht mehr regierend tätig, bis der Rheinisch-Westfälische Reichskreis Johann 1557 gefangen nahm.
Attena bemühte sich nun um Hilfe für ihren Sohn. Sie bat erfolglos um Krieger aus Braunschweig und konnte den König Spaniens als Unterstützer gewinnen, was die Situation ihres Sohnes jedoch auch nicht änderte. Bis Lebensende versuchte sie, ihren Sohn, der in Haft starb, freizubekommen. Letzte Erwähnungen in Quellen datieren auf den Dezember 1559. Sie muss wenig später verstorben sein.